# Saint-Alexis-de-Matapédia
Saint-Alexis-de-Matapédia è un comune del Canada, situato nella provincia del Québec, nella regione di Gaspésie-Îles-de-la-Madeleine.